# Variations on a Theme: Red House
Albums de Jimi Hendrix
Radio One
(1988) Live and Unreleased: The Radio Show
(1988)
Variations on a Theme: Red House est un album musical constitué d'enregistrements en public de Jimi Hendrix, faisant partie d'une collection publiée sous le nom de The Jimi Hendrix Reference Library.

## Contexte
Même si les disques de rock publiés dans les années 80 ne le laissent que rarement entendre, la guitare était alors extrêmement populaire. Non seulement les revues pour apprendre la guitare se multipliaient (Joe Satriani et Steve Vai ont fait plus d'une couverture), mais les recueils de tablatures des guitaristes les plus connus se vendaient eux aussi très bien. 
Les recueils consacrés aux trois albums de l'Experience se vendirent assez pour que l'idée de produire des albums de Jimi Hendrix destinés aux seuls apprentis-guitaristes fasse son chemin : 5 albums inédits furent ainsi publiés conjointement par Are You Experienced? Ltd. (Alan Douglas) et Hal Leonard Publishing Corporation.
Cette collection, publiée sous le nom de The Jimi Hendrix Reference Library comportait les cinq volumes suivants :
- Fuzz, Feedback and Wah Wah
- Whammy Bar and Finger Grease
- Variations on a Theme: Red House
- Octavia and Univibes
- Rhythms

Seul Variations on a Theme: Red House retiendra ici notre attention : les quatre autres volumes sont généralement constitués de courts extraits illustrant les techniques guitaristiques de Jimi Hendrix.
Variations on a Theme: Red House peut être considéré comme un véritable album, dans la mesure où c'est Hendrix l'improvisateur qui est ici mis en avant, et les morceaux illustrant le talent de Hendrix sont en principe entiers. 
Sur les six versions présentées alors, seule la deuxième n'était pas inédite. Le dernier titre est un clin d'œil sympathique : c'est une version de John Lee Hooker, accompagné de Booker T. Jones à l'orgue, Randy California à la guitare rythmique, Phil Chen à la basse, et Bruce Gary (le collaborateur de Douglas) à la batterie.

## Les titres
Cet album présente sept versions différentes de : 
1. Berkeley : 30 mai 1970 (1er concert)
2. Randall’s Island : 17 juillet 1970
3. TTG Studios (Los Angeles) : 29 octobre 1968
4. Los Angeles Forum : 26 avril 1969
5. Royal Albert Hall (Londres) : 24 février 1969
6. Winterland (San Francisco) : 10 octobre 68 (1er concert)
7. John Lee Hooker : 20 mars 1989